# Joost Terwindt
Josephus (Joost) Harmannus Johannes Terwindt (Nijmegen, 26 oktober 1933 - Leusden, 15 september 2023) was een Nederlands fysisch geograaf. Hij was hoogleraar fysische geografie aan de Universiteit Utrecht.
Terwindt doorliep het Canisius College in Nijmegen en studeerde fysische geografie in Utrecht. Hij promoveerde in 1971 in de wis- en natuurkunde. Van 1959 tot 1977 was hij werkzaam bij Rijkswaterstaat. Toen werd hij lector en in 1980 hoogleraar met een specialisatie in de fysisch geografische proceskunde. In 1998 ging hij met emeritaat. 
Hij speelde een belangrijke rol in het procesonderzoek en het kustonderzoek en kreeg voor zijn verdiensten in de wetenschap als binnen het Koninklijk Nederlands Aardrijkskundig Genootschap de Zilveren Veth-medaille. Terwindt was ook voorzitter van de Commissie Aardrijkskunde Tweede Fase voor het examenprogramma voor havo en vwo. Terwindt is Officier in de Orde van Oranje-Nassau.
- Bibsys: 90317446
- Gemeinsame Normdatei: 1175925977
- International Standard Name Identifier: 0000 0001 1619 9606
- Library of Congress Control Number: n85324609
- Nationale Bibliotheek van Israël: 987007445944405171
- Nederlandse Thesaurus van Auteursnamen: 067870775
- Système universitaire de documentation: 240989244
- Virtual International Authority File: 35911229
- WorldCat: E39PBJgxkcv6mQxvHcR4XRcMfq